# Charles Jenkins
Charles T. Jenkins, all'anagrafe serba Carls Risin Dzenkins (Brooklyn, 28 febbraio 1989), è un ex cestista statunitense naturalizzato serbo.
Alto 191 cm, gioca come guardia.

## Carriera
Ha disputato quattro stagioni con la maglia della Hofstra University, nella Colonial Athletic Association (CAA) della NCAA Division I. In 128 partite ha realizzato 2.513 punti; detiene il record assoluto di punti nella storia della Hofstra University, ed è al secondo posto assoluto (dietro David Robinson) per punti realizzati in CAA. La Hofstra University ha ritirato ufficialmente la sua maglia numero 22; è il quarto giocatore di sempre ad aver ricevuto questo onore dall'università newyorkese.
Nel giugno 2011 viene selezionato al secondo giro (44ª scelta assoluta) del Draft NBA 2011 dai Golden State Warriors. Il 24 novembre, a causa del lockout NBA 2011-2012, si trasferisce alla Banca Tercas Teramo, ma il 9 dicembre, al termine del lockout, torna negli Stati Uniti. Nell'ultima parte della stagione si mette in mostra per le sue doti di playmaker, grazie anche all'infortunio del compagno di squadra Stephen Curry. Dopo alcune difficoltà iniziali, nel mese di marzo entra stabilmente in quintetto nella squadra californiana, che lo riconferma nel suo roster anche per la stagione successiva.
L'8 luglio 2015 firma per l'Olimpia Milano e vince la Coppa Italia e lo Scudetto.

## Statistiche

### College
| Anno      | Squadra       | PG  | PT  | MP   | TC%  | 3P%  | TL%  | RP  | AP  | PRP | SP  | PP   |
| --------- | ------------- | --- | --- | ---- | ---- | ---- | ---- | --- | --- | --- | --- | ---- |
| 2007-2008 | Hofstra Pride | 29  | 29  | 34,6 | 47,1 | 32,8 | 78,0 | 4,6 | 2,1 | 1,7 | 0,5 | 15,0 |
| 2008-2009 | Hofstra Pride | 32  | 32  | 35,1 | 40,4 | 31,3 | 82,1 | 4,8 | 4,3 | 1,4 | 0,5 | 19,7 |
| 2009-2010 | Hofstra Pride | 34  | 34  | 36,3 | 44,3 | 40,9 | 80,5 | 4,5 | 3,9 | 1,8 | 0,6 | 20,6 |
| 2010-2011 | Hofstra Pride | 33  | 33  | 37,3 | 51,7 | 42,0 | 82,4 | 3,4 | 4,8 | 1,7 | 0,7 | 22,6 |
| Carriera  | Carriera      | 128 | 128 | 35,9 | 45,6 | 38,2 | 81,1 | 4,3 | 3,8 | 1,7 | 0,6 | 19,6 |

### NBA

#### Regular Season
| Anno      | Squadra            | PG  | PT | MP   | TC%  | 3P%  | TL%  | RP  | AP  | PRP | SP  | PP  |
| --------- | ------------------ | --- | -- | ---- | ---- | ---- | ---- | --- | --- | --- | --- | --- |
| 2011-2012 | G.S. Warriors      | 51  | 28 | 17,5 | 44,7 | 15,0 | 87,2 | 1,3 | 3,3 | 0,6 | 0,1 | 5,8 |
| 2012-2013 | G.S. Warriors      | 47  | 0  | 6,2  | 42,2 | 50,0 | 55,6 | 0,4 | 0,6 | 0,2 | 0,0 | 1,7 |
| 2012-2013 | Philadelphia 76ers | 12  | 1  | 12,5 | 36,8 | -    | 50,0 | 0,9 | 1,3 | 0,5 | 0,1 | 2,5 |
| Carriera  | Carriera           | 110 | 29 | 12,1 | 43,4 | 18,2 | 75,4 | 0,9 | 1,9 | 0,4 | 0,1 | 3,7 |

### Eurolega
| Anno      | Squadra        | PG  | PT  | MP   | TC%  | 3P%  | TL%  | RP  | AP  | PRP  | SP  | PP  |
| --------- | -------------- | --- | --- | ---- | ---- | ---- | ---- | --- | --- | ---- | --- | --- |
| 2013-2014 | Stella Rossa   | 10  | 0   | 22,7 | 43,6 | 56,5 | 76,5 | 1,3 | 1,7 | 1,9  | 0,2 | 9,4 |
| 2014-2015 | Stella Rossa   | 24  | 4   | 19,1 | 35,6 | 31,0 | 80,0 | 1,3 | 1,3 | 0,9  | 0,2 | 6,6 |
| 2015-2016 | Olimpia Milano | 10  | 8   | 26,1 | 47,2 | 58,3 | 50,0 | 1,6 | 1,8 | 1,5  | 0,0 | 6,7 |
| 2016-2017 | Stella Rossa   | 30  | 29  | 26,1 | 44,4 | 42,5 | 84,8 | 1,9 | 2,7 | 2,1* | 0,1 | 9,4 |
| 2017-2018 | Chimki         | 34  | 22  | 21,4 | 45,5 | 45,1 | 76,9 | 1,7 | 1,7 | 0,9  | 0,1 | 5,5 |
| 2018-2019 | Chimki         | 29  | 25  | 24,4 | 49,0 | 42,0 | 82,8 | 2,8 | 1,2 | 1,0  | 0,2 | 6,9 |
| 2019-2020 | Stella Rossa   | 23  | 0   | 18,7 | 36,6 | 7,4  | 94,1 | 2,2 | 1,8 | 0,8  | 0,2 | 3,4 |
| 2020-2021 | Olympiakos     | 34  | 21  | 15,9 | 53,5 | 42,5 | 66,7 | 1,2 | 0,9 | 0,8  | 0,0 | 2,9 |
| Carriera  | Carriera       | 194 | 109 | 21,3 | 43,8 | 40,7 | 80,8 | 1,8 | 1,6 | 1,2  | 0,1 | 6,0 |

## Palmarès

### Squadra
- Campionato serbo: 2

Stella Rossa Belgrado: 2014-15, 2016-17
- Campionato italiano: 1

Olimpia Milano: 2015-16
- Coppa di Serbia: 3

Stella Rossa Belgrado: 2014, 2015, 2017
- Coppa Italia: 1

Olimpia Milano: 2016
- Lega Adriatica: 2

Stella Rossa Belgrado: 2014-15, 2016-17

### Individuale
- MVP finals Lega Adriatica: 1

Stella Rossa Belgrado: 2016-17